# Adrien Houngbédji
Adrien Houngbédji, född 5 mars 1942, politiker från Benin, som kom på andra plats i Benins presidentval 2006. Han var regeringschef 1996 till 1998.